# الفرقة الوطنية للموسيقى
الفرقة الوطنية للموسيقى هي فرقة موسيقية وطنية من المملكة العربية السعودية تابعة لوزارة الثقافة  تأسست عام 2019م، وتمثل المملكة في المحافل الموسيقية العالمية والإقليمية، يشرف على أعمالها الموسيقار عبد الرب إدريس، وتضم الفرقة 26 عازفًا سعوديًا، وتأخذ من مركز الملك فهد الثقافي مقرًا لها، وكان أول ظهور رسمي للفرقة في حفل أقيم ضمن فعاليات سوق عكاظ بالطائف.

## أهدافها
تعليم أشكال مختلفة من الموسيقى ودمجها مع الموسيقى السعودية سواءً موسيقى عربية أو غربية أو عالمية تقليدية أو كلاسيكية، وذلك من خلال دعم وتطوير فن صناعة الموسيقى في السعودية، إضافة لتأصيل الموروث السعودي الموسيقى وإيصاله إلى العالمية.

## مهامها
- تنشيط الحراك الثقافي السعودي[6]
- تمثيل المملكة في المحافل الموسيقية العالمية والإقليمية
- إيصال الموروث الموسيقي السعودي إلى العالم.[5]
- دعم وتمكين المواهب السعودية في الجوانب الموسيقية.
- صناعة وتطوير الفنون الموسيقية في السعودية.[7]